# The Wire (revista)
The Wire (título de la cubierta Wire) es una revista británica de música avant garde, fundada en mayo de 1982 por el promotor de jazz Anthony Wood y la periodista Chrissie Murray. La revista inicialmente se concentraba en jazz contemporáneo y la New Music, pero se diversificó a principio de los años 90 con más tipos de música experimental. Desde entonces trata sobre música electrónica, clásica moderna, improvisación libre, Avant rock, hip hop, New jazz, composición moderna, músicas tradicionales y otros tipos.
Richard Cook sustituyó a Anthony Wood como editor, y después en junio de 1992 por Mark Sinker. Continuó como colaborador durante algunos años. Desde entonces, la revista ha sido editada sucesivamente por Tony Herrington, Rob Young, Chris Bohn (marzo de 2004 - noviembre de 2015) y Derek Walmsley (diciembre de 2015 - presente).
Desde 1998 la revista tenía un recopilatorio musical por entregas en CD llamado The Wire Tapper. La revista utilizaba el eslogan "Aventuras en la Música Moderna" desde 1994; el 14 de diciembre de 2011 el personal de The Wire anunció que el eslogan antiguo "Aventuras en la Música Moderna" se reemplazó por "Aventuras en Sonido y Música". Además de los CD de Wire Tapper, los suscriptores recibían la pegatina y maquetas de festivales.
Aparte de la cantidad de reseñas de álbumes cada mes, la revista tiene secciones características como "The Invisible Jukebox", una entrevista a un artista realizada mediante canciones desconocidas, y "The Primer", un artículo en profundidad sobre un género o acto. También representa la escena de la música avant garde de una ciudad particular cada asunto. Además de su interés musical, la revista investiga el cover art y las obras de arte multimedia.
Entre 1984-2000 perteneció al Grupo Naim Attallah Namara. Después en diciembre del 2000, fue comprada por el personal de la propia revista y ahora la publica de manera independiente.
Desde enero de 2003 The Wire  presenta semanalmente un programa en la cadena de radio comunitaria de Londres Resonance FM, donde utilizan el eslogan de la revista como título y lo organizan por turnos el personal de The Wire
The Wire celebró su 400 ediciones en junio de 2017.

## Publicaciones
- Undercurrents - The Hidden Wiring Of Modern Music. Continuum, 2002.
- The Wire Primers. Verso, 2009.
- Savage Pencil’s Trip or Squeek. Strange Attractor, 2012.
- Epiphanies: Life-changing Encounters With Music. Strange Attractor, 2015. Edited by Tony Herrington.